# St. Mauritius (Herrmannsacker)

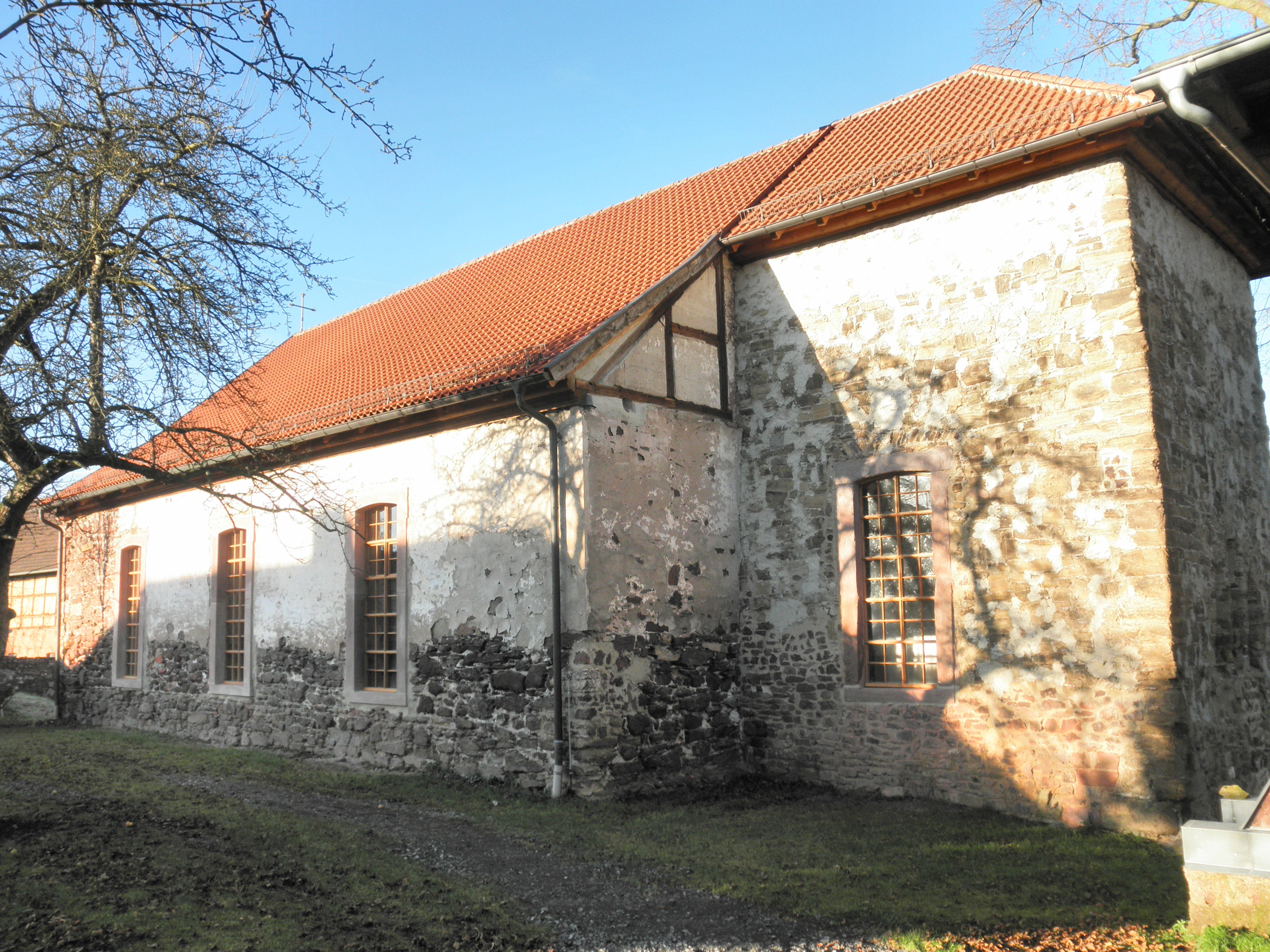
Kirche in Herrmannsacker (2014)

Die evangelische Dorfkirche St. Mauritius befindet sich im Ortsteil Herrmannsacker der Gemeinde Harztor im Landkreis Nordhausen in Thüringen.

## Geschichte
Die im Jahr 1672 erstmals erwähnte Kirche wurde auf den Grundmauern einer Vorgängerkirche errichtet. Der Innenausbau begann 1708.
Das Gotteshaus wurde mit alten Bruchsteinen umgeben und im neoklassizistischen Stil erbaut. Ihre Fenster sind untypisch, daher ein kunsthistorischer Sonderfall. Die Kirche hat eine Holztonnendecke und Emporen. Der Altar stammte aus dem Jahr 1750. Der Turm wurde in den 1930er Jahren zurückgebaut und ein freier Glockenstuhl errichtet.
Mangelhafte Pflege führte zum Verfall während der DDR-Zeit. 1972 wurde die Kirche geschlossen. Das Dach war undicht. Bald brach es ein, samt Dachstuhl und Gewölbe. Auch ein Teil der Nordseite stürzte ein. Die Kirche wurde zur Ruine, zum Materiallager und war zur Zucht von Kleintieren (Kaninchen) eingerichtet worden.
Nach der politischen Wende änderte sich im Dorf die Haltung zu dem Bauwerk. Ein Kirchenbauverein wurde gegründet, der die Förderung durch die Deutsche Stiftung Denkmalschutz, den Thüringer Denkmalschutz und private Spender erreichte. 1999 begann der Wiederaufbau, der im Inneren bei weitem noch nicht vollendet ist (2014).